# Külmitz
Der Külmitz ist ein 437,8 m ü. NHN hoher Zeugenberg im Altenkunstadt-Buchauer Albvorland bei Altenkunstadt.

## Lage und Beschreibung
Der Külmitz ist ein überwiegend flach ansteigender, 600 Meter langer, in Ost-West-Richtung verlaufender Bergrücken. am westlichen Ortsrand von Altenkunstadt. Im südwestlichen Bereich befindet sich ein kleines Plateau, der höchste Punkt des Berges. An der dortigen Südwestflanke steigt der Berg am steilsten an. Die Höhendifferenz zwischen dem Gipfelplateau und dem Dorf Pfaffendorf am Fuße beträgt nach Vergleich der beiden amtlichen Höhenangaben 138,2 Meter. Nebengipfel des Külmitz sind der Steinbühl im Osten mit 375,3 m ü. NHN, der Goldberg im Norden mit 321 m ü. NHN und der Rangen im Osten mit 373 m ü. NHN.
Rund um den Külmitz gibt es mehrere Dörfer; im Süden Pfaffendorf, im Westen Spiesberg, im Nordwesten Zeublitz und im Norden Strössendorf. Die Dominanz zum nächsthöheren Berg, dem Großen Kordigast, beträgt 2,780 Kilometer, die Schartenhöhe zum Tal der grauen Mönche bei Pfaffendorf 132,8 Meter.

## Siedlungsgeschichte
Der Name Külmitz ist slawischen Ursprungs. Auf der Ostseite des Gipfels befinden sich Reste einer frühmittelalterlichen Abschnittsbefestigung, vermutlich einer Fliehburg mit dem Charakter einer Wallburg. Es handelt sich um drei unmittelbar aufeinanderfolgende Abschnittswälle, dazwischen befindet sich je ein Graben. Das Wall-Graben-System erstreckt sich über eine Breite von rund 35 und einer Länge von rund 70 Metern. Der Höhenunterschied zwischen Wallkrone und Grabensohle beträgt maximal 1,8 Meter beim äußeren, einen Meter beim mittleren und 1,6 Meter beim inneren Befestigungswerk. Das gesamte Befestigungssystem hatte im Innenraum eine Ausdehnung von 220 Metern Länge und 80 Metern Breite. ein Tor konnte bisher nirgends ausgemacht werden.
An der Süd-, West- und Nordseite des Berges war eine derartige Befestigung nicht notwendig, da der Külmitz an diesen Seiten steil abfällt, beziehungsweise lässt sich, falls es dort eine künstliche Befestigung gab, nicht nachweisen. Im Osten fällt der Berg am flachsten ab, so dass dort die Befestigung notwendig war. Im südlichen Bereich wurde die Anlage in neuerer Zeit beschädigt, ebenso im Norden, wo durch Sandgruben die Wälle in Mitleidenschaft gezogen wurden. Durch die dadurch entstandene Profilansicht des Verteidigungssystems lässt es sich bei den Sandgruben im Norden noch am besten erkennen.

## Bilder

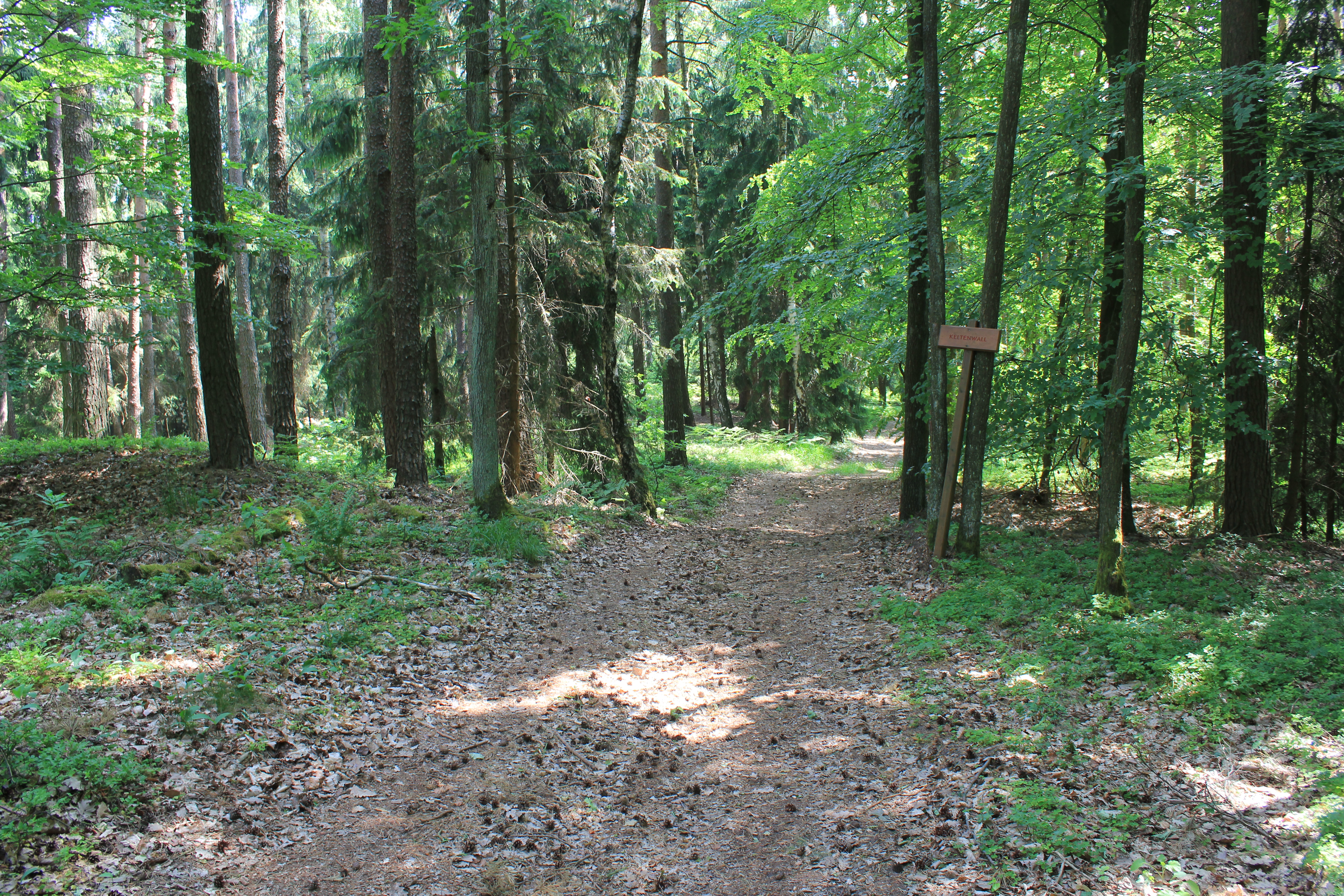
Waldweg im Gipfelbereich des Külmitz mit Hinweisschild auf den Keltenwall, der als Bodenwellen erkennbar ist
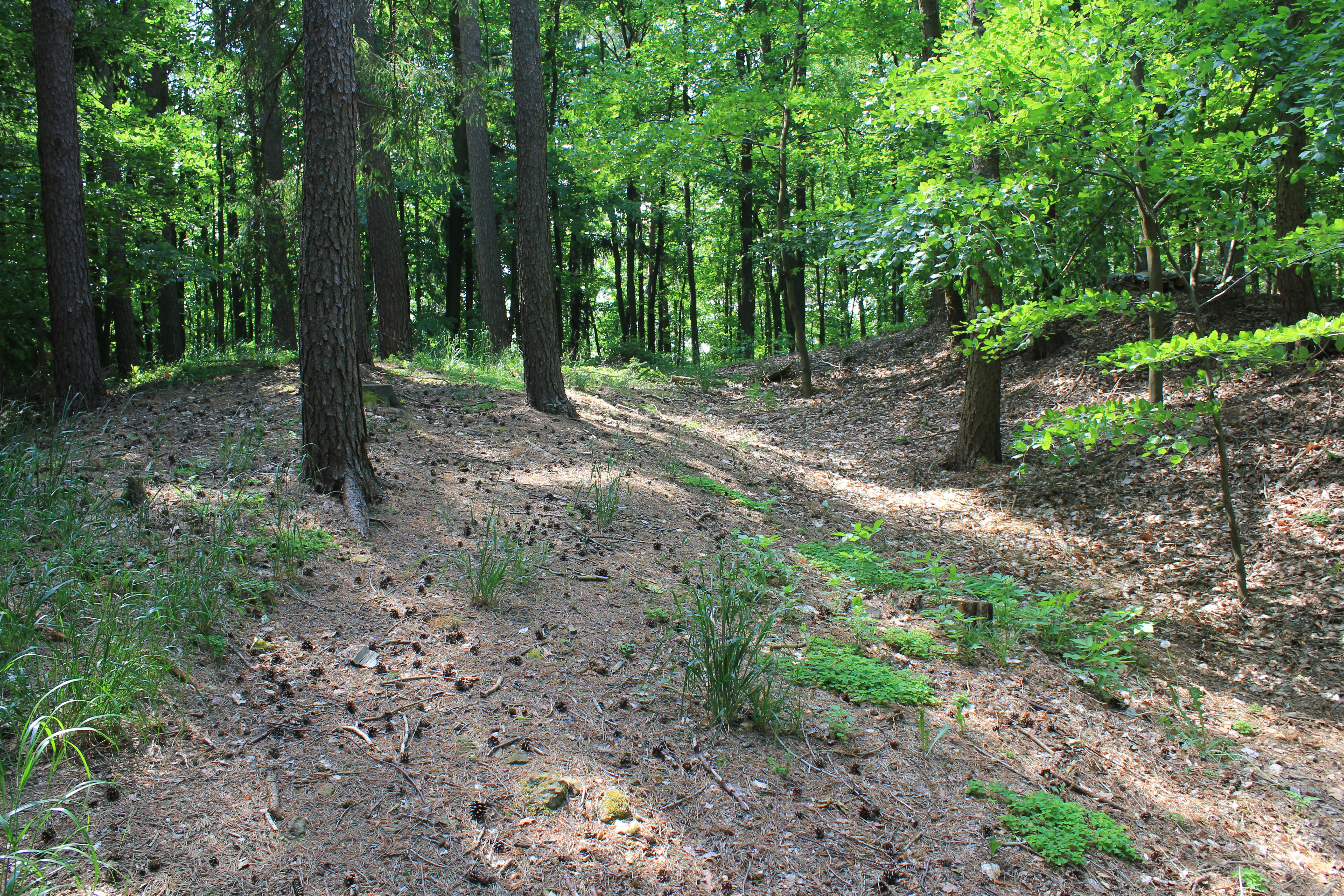
Parallel verlaufende Wall-Graben-Reste im Gipfelbereich des Külmitz
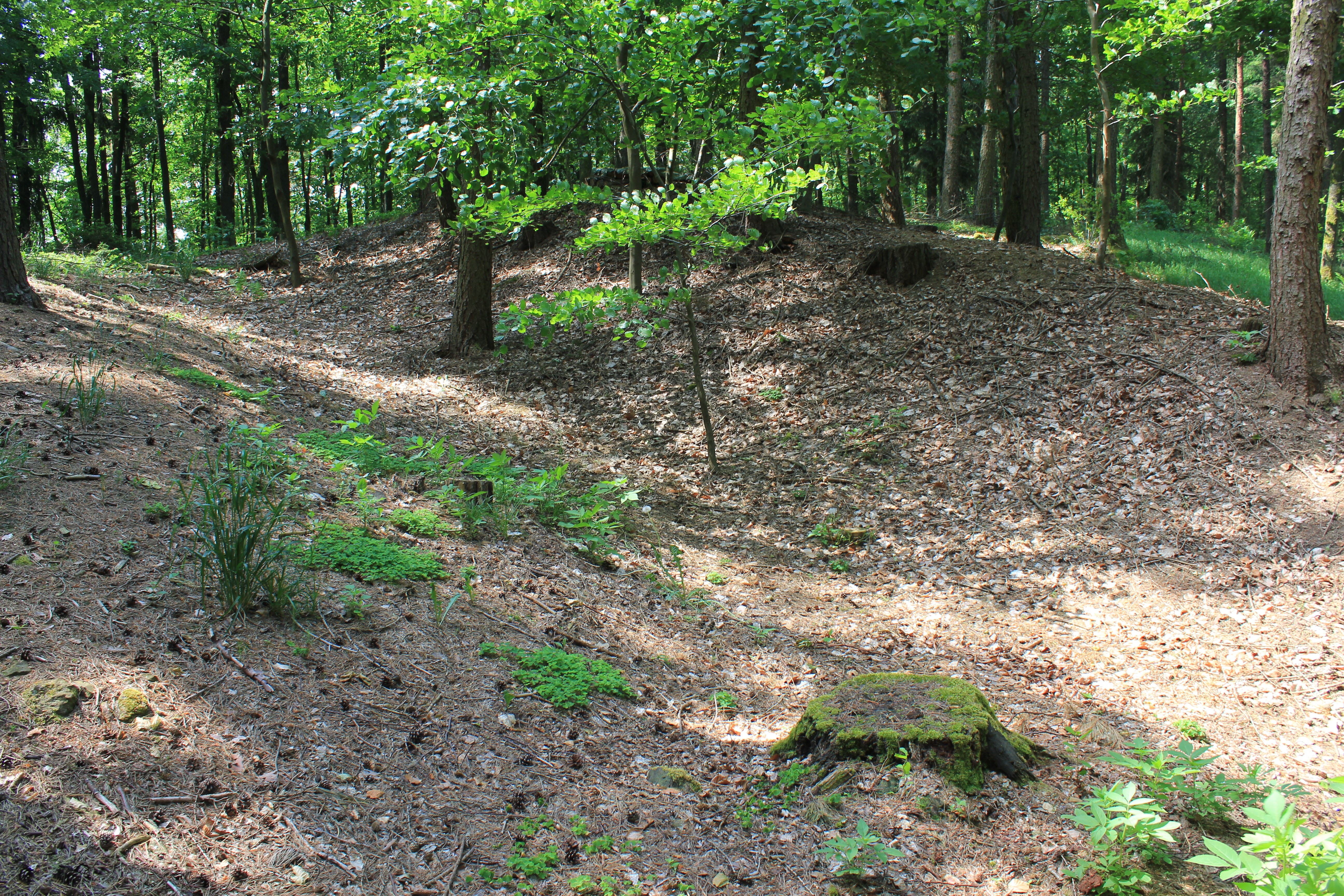
Parallel verlaufende Wall-Graben-Reste im Gipfelbereich des Külmitz
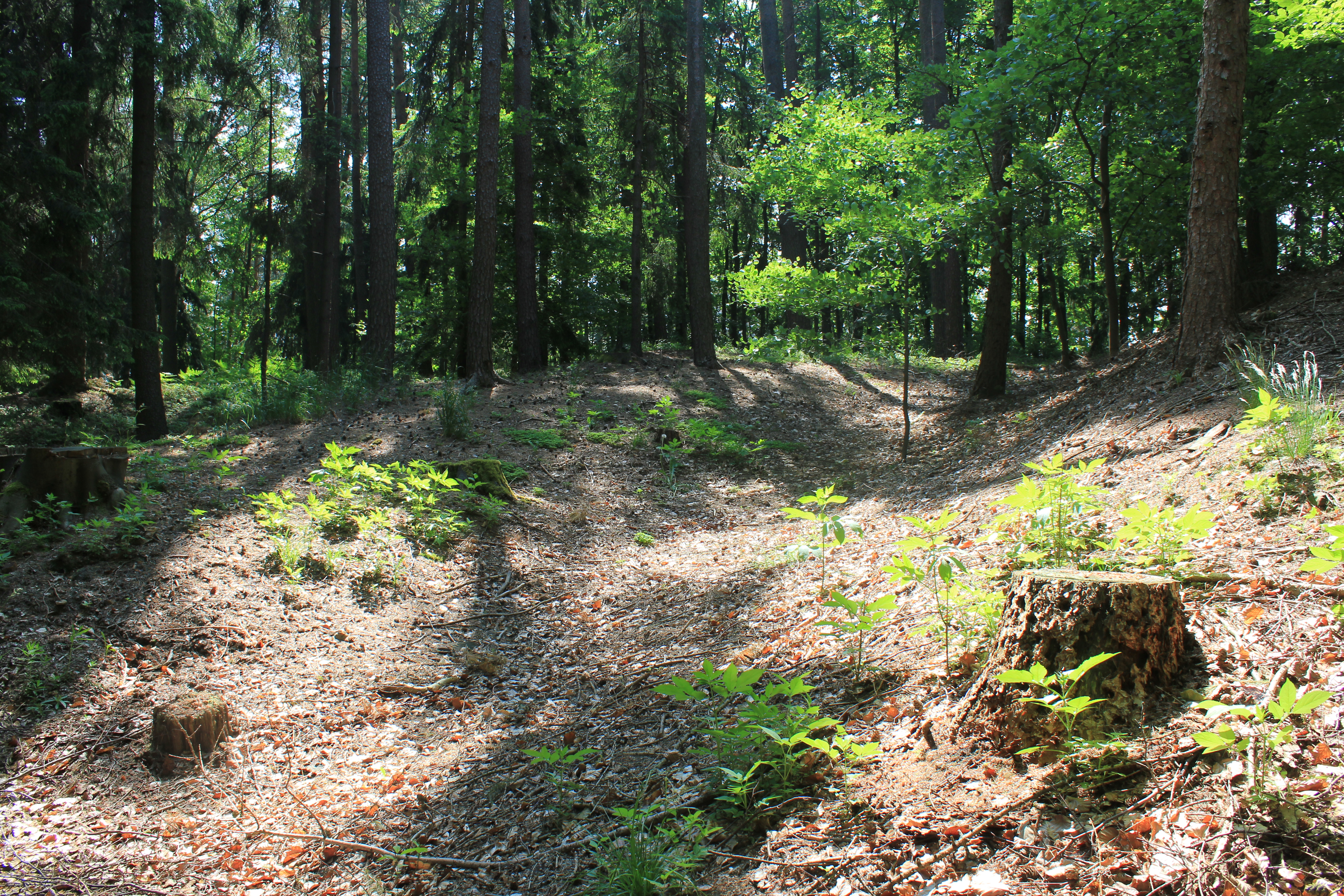
Parallel verlaufende Wall-Graben-Reste im Gipfelbereich des Külmitz
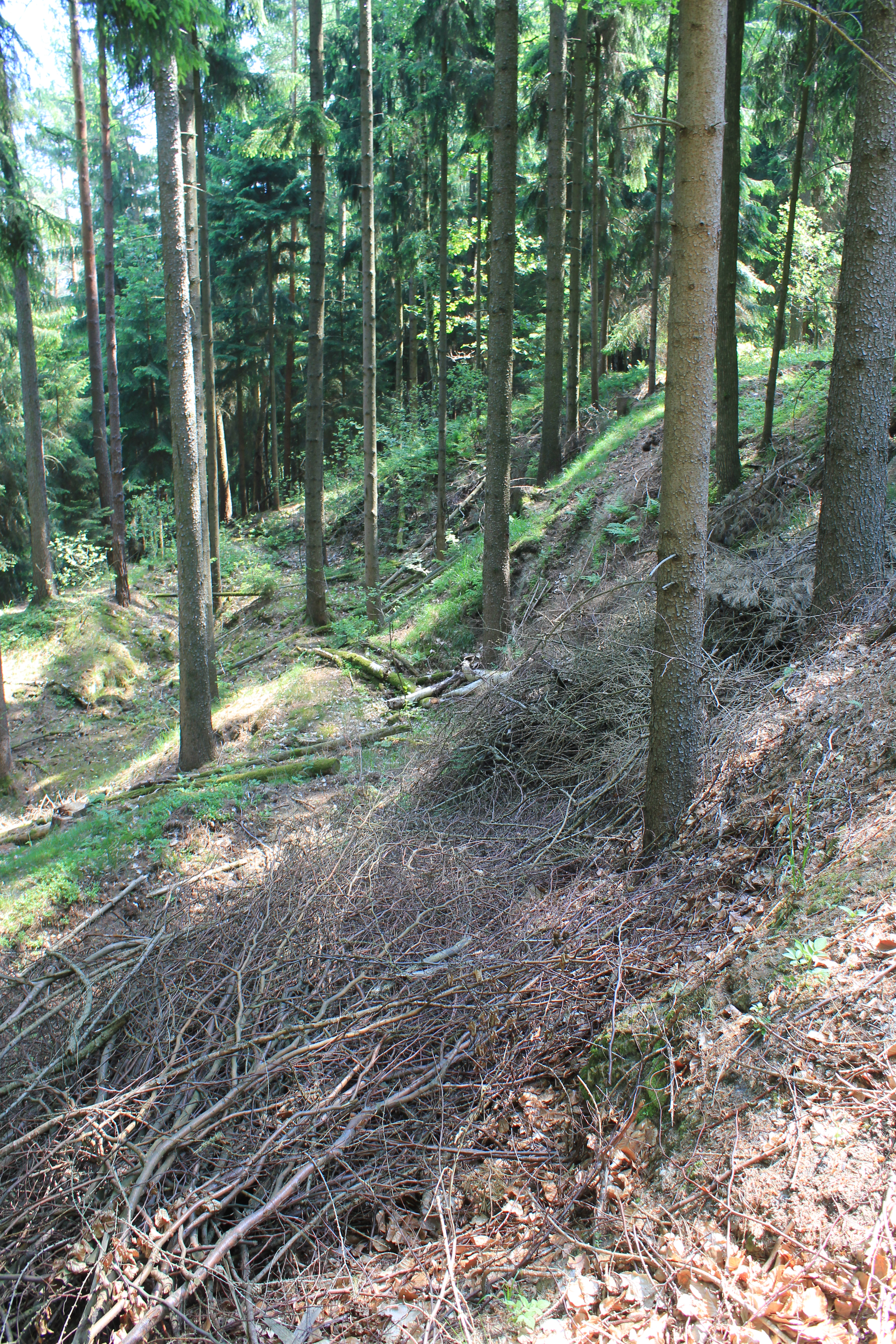
Blick in den ehemaligen Sandsteinbruch im Gipfelbereich des Külmitz